# Говард Флу
Говард Флу (норв. Håvard Flo, нар. 4 квітня 1970, Стрюн, Норвегія) — норвезький футболіст, що грав на позиції нападника. Двоюрідний брат футболістів Туре Андре Флу, Юстейна Флу та Ярла Флу.

## Клубна кар'єра
Вихованець футбольної школи клубу «Стрюн». У дорослому футболі дебютував 1991 року виступами за «Согндал», у якому провів три сезони, взявши участь у 81 матчі чемпіонату.
Протягом 1994—1996 років захищав кольори данського «Орхуса», допомігши клубу виграти Кубок Данії.
Своєю грою за останню команду привернув увагу представників тренерського штабу німецького «Вердера», до складу якого приєднався 1996 року. Відіграв за бременський клуб наступні три сезони своєї ігрової кар'єри.
Протягом 1999—2001 років захищав кольори англійського «Вулвергемптон Вондерерз».
Завершив професійну ігрову кар'єру у рідному клубі «Согндал», у складі якого розпочинав професійну кар'єру. Вдруге Говард прийшов до команди 2001 року, захищав її кольори до припинення виступів на професійному рівні у 2008 році. Проте 2010 року повернувся на поле і провів ще один сезон, зігравши 20 матчів, в яких забив три голи, після чого остаточно завершив професійну кар'єру.

## Виступи за збірну
9 жовтня 1996 року дебютував в офіційних матчах у складі національної збірної Норвегії в товариській грі проти збірної Угорщини, яка завершилася перемогою скандинавів з рахунком 3-0.
У складі збірної був учасником чемпіонату світу 1998 року у Франції, на якому зіграв чотири матчі і забив один гол.
Протягом кар'єри у національній команді, яка тривала 9 років, провів у формі головної команди країни 26 матчів, забивши 7 голів.

## Досягнення
- Володар Кубка Данії: 1995-96
- Володар Кубка Інтертото: 1998